# Ducado de Braganza
El ducado de Braganza es considerado el título nobiliario más importante de Portugal. 
Desde el ascenso al trono de la Dinastía de Braganza, en 1640, el heredero de la corona era el duque de Braganza, una tradición que prevaleció hasta el 5 de octubre de 1910, tras la proclamación de la República. Actualmente al duque de Braganza se le concede una vigencia protocolar sin suponer facultades políticas, siendo Eduardo Pío de Braganza su titular.   
Es de notar que, por la importancia de la Casa, los duques de Braganza llevan sus nombres numerados al igual que los reyes (por ejemplo Fernando I, Fernando II, etc).

## Historia
El ducado de Braganza fue creado en 1442 por el rey Alfonso V, para su medio-tío Alfonso de Portugal, conde de Barcelos (hijo natural de Juan I el de Buena Memoria y de Inés Pires). Con los títulos de Coímbra y de Viseu (en 1414), es uno de los primeros duques en Portugal.
Los Braganza desde muy pronto se convirtieron en la casa más poderosa del reino, debido a las políticas de enriquecimiento de Alfonso, el primer duque, que supo hacerse en un consejero imprescindible y tío favorito de Alfonso V. Este favorecimiento e influencia son considerados las principales causas de la breve guerra civil de 1449 que acabó en la muerte de Pedro, duque de Coímbra en la batalla de Alfarrobeira.
El poder creciente de los Braganza fue suprimido en la generación siguiente. Juan II fue un hombre celoso de su poder y firme en su convicción de conservarlo. Juan II ejecutó a Fernando II de Braganza, el tercer duque, bajo acusaciones de traición y correspondencia gravosa con el rey de Castilla. En consecuencia, las tierras de los Braganza fueron anexionadas a la corona y el heredero, Jaime, de solo 4 años, fue exiliado a Castilla.
Manuel I el Afortunado, sucesor de Juan II, era tío de Jaime I de Braganza y, en 1500, le invita a regresar a la corte, restableciéndole sus títulos y entregándole los dominios del ducado. Jaime ordenó la construcción del Palacio Ducal de Villaviciosa, una de las residencias reales del siglo XVII.

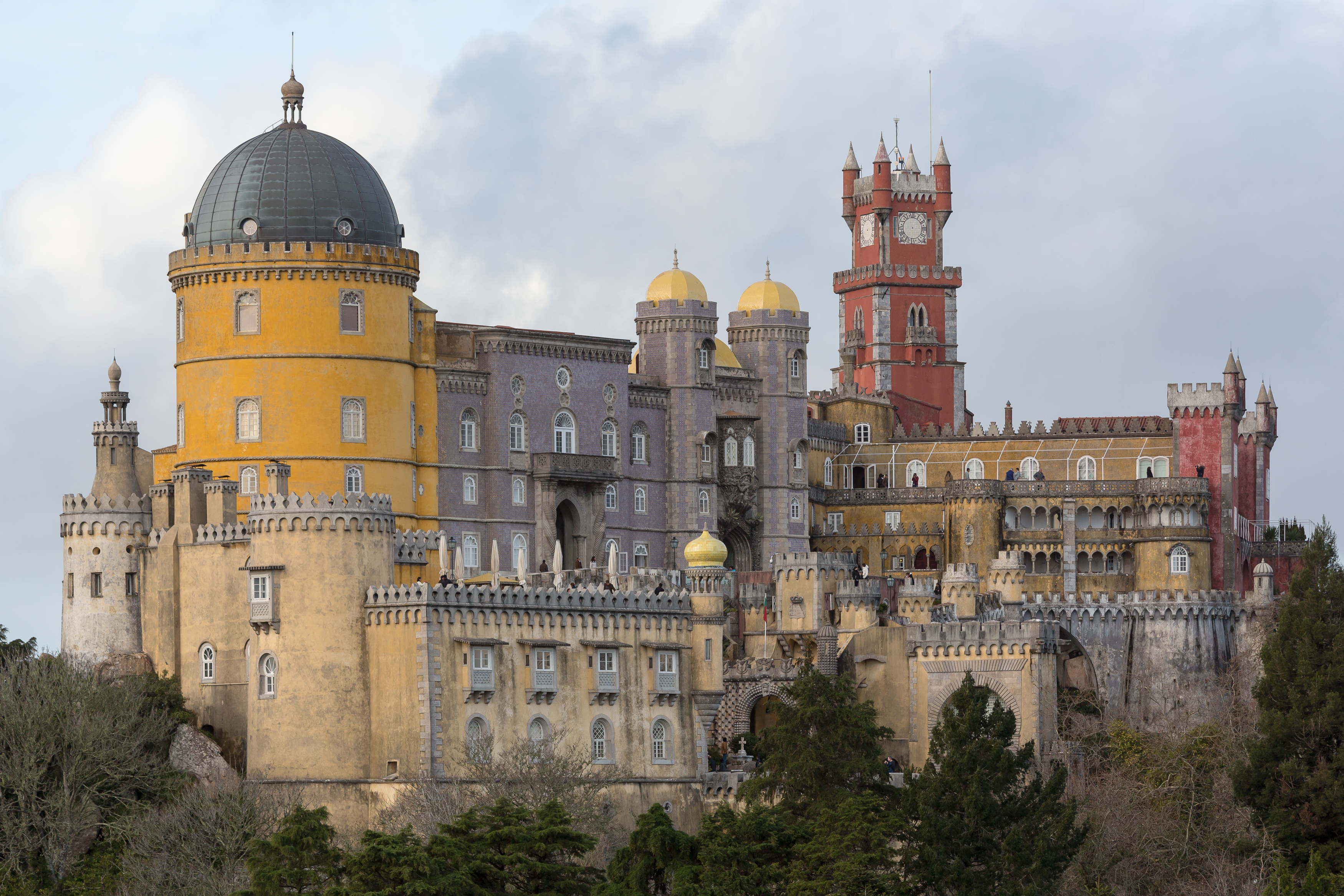
Palacio da Pena, Sintra.

Juan I de Braganza, sexto duque, casó con la infanta Catalina de Portugal y fue el padre de Teodosio II de Braganza, que luchó en la batalla de Alcazarquivir (1578) con solo 10 años. Sin embargo, la dinastía de Avís entraba en una crisis. Con la desaparición de Sebastián I ese año, el trono fuera heredado por el cardenal Enrique, un hombre anciano y sin descendencia. Cuando Enrique murió, Felipe II de España reclamó su derecho al trono (era hijo de Isabel de Portugal, hija de Manuel I de Portugal) y se hizo rey de Portugal, como Felipe I de Portugal, y el país perdió la independencia.

En 1640, la política de Felipe I, en lo que se refiere a Portugal, había terminado. El país fue sometido con impuestos altos y el rey español no tenía la confianza de los nobles portugueses. Felipe III era odiado en especial por los mercaderes y pequeños comerciantes, que se sentían asfixiados por los pesados impuestos. Portugal se encontraba al borde de una revolución, pero tenían que encontrar un nuevo rey. La elección recayó sobre Juan II de Braganza. La leyenda dice que fue su mujer Luisa de Guzmán, hija del duque de Medina Sidonia, quien lo forzó a aceptar la corona diciendo: ¡Más vale ser reina por un día que duquesa toda la vida!. Juan aceptó la autoridad de la rebelión y se intituló rey de Portugal el 1 de diciembre de 1640, iniciando así la cuarta dinastía portuguesa, o dinastía de Braganza.

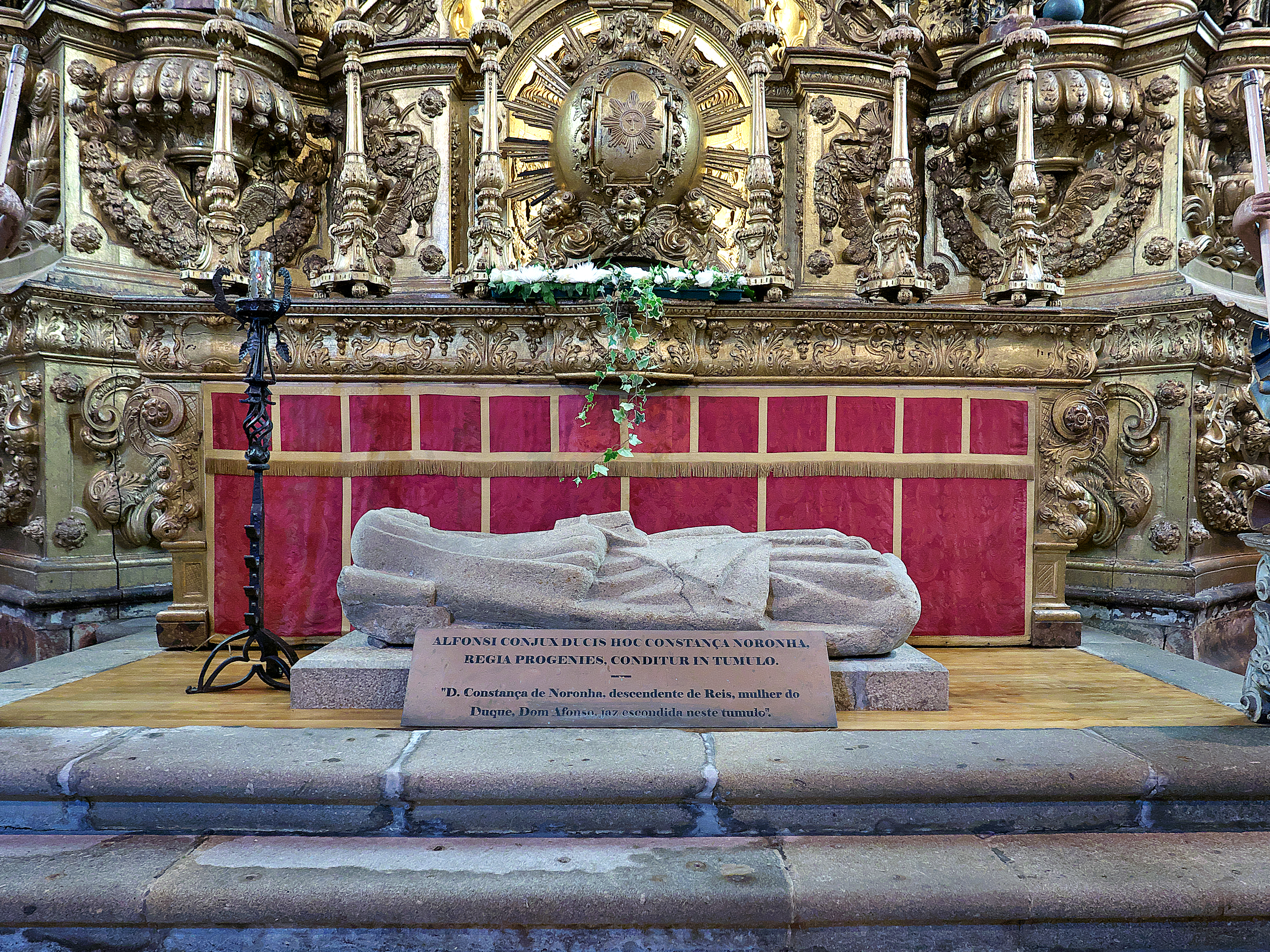
Convento de San Francisco, Guimarães. Sepulcro de Constanza de Noronha (†1480)

Después del ascenso de los Braganza a la corona, el título duque de Braganza pasó a ser tradicionalmente atribuido al heredero de la corona.
El 1 de febrero de 1908, Carlos I fue asesinado, juntamente con su heredero, el príncipe Luis Felipe, el XX duque de Braganza. Fue sucedido por Manuel II hasta la proclamación de la república el 5 de octubre de 1910, partiendo para el exilio en el extranjero ese mismo día. En 1950, los Braganza fueron autorizados a regresar a Portugal.

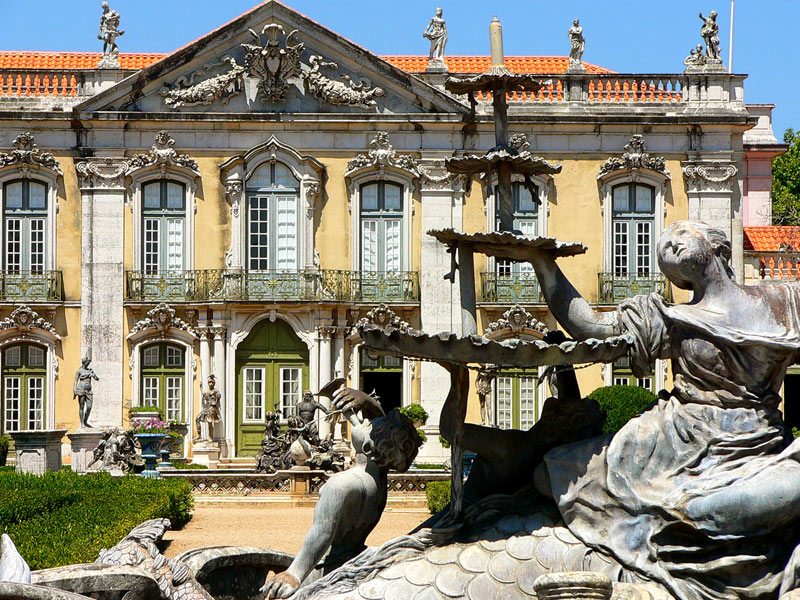
Palacio Real de Queluz.

El título de duque de Braganza es actualmente ostentado por Eduardo Pío de Braganza, bisnieto agnado de Miguel I de Portugal, tras extinguirse la línea de los últimos reyes. Duarte es reconocido por todas las casas reales europeas y por la República de Portugal como jefe de la Casa Real Portuguesa (su boda con Isabel Inés de Castro Curvello de Heredia, celebrada en el monasterio de los Jerónimos de Lisboa, fue retransmitida por la RTP y a ella asistieron el presidente de la República, el primer ministro, gran parte del Gobierno, los presidentes de las dos Cámaras legislativas portuguesas, además de otras muchas autoridades, nobles portugueses y príncipes extranjeros).
Rosario Poidimani (quien es, pretendidamente, hijo adoptado de María Pía de Sajonia-Coburgo Braganza, presunta hija ilegítima del rey Carlos I), también pretende el título, sin que haya sido reconocido por ninguna casa real extranjera ni por la actual República Portuguesa. Esta pintoresca línea se autodenomina «constitucionalista».

Palacio ducal de Vila Viçosa.

## Duques de Braganza
Nota: las fechas son de nacimiento y muerte; las fechas intermedias señalan el año de ascensión al ducado.
- I duque Alfonso I de Braganza (1370-1442-1461), hijo ilegítimo del rey Juan I.
- II duque Fernando I de Braganza (1403-1461-1478), gobernador de Ceuta, colonia del Imperio Portugués.
- III duque Fernando II de Braganza (1430-1478-1483), ejecutado por traición por orden de Juan II de Portugal.
- IV duque Jaime de Braganza (1479-1500-1532), fundador del Palacio Ducal de Villaviciosa y heredero interino de la corona.
- V duque Teodosio I de Braganza (1520-1532-1563).
- VI duque Juan I de Braganza (1543-1563-1583), casa con la infanta Catalina de Portugal.
- VII duque Teodosio II de Braganza (1568-1583-1630), participa en la batalla de Alcazarquivir con apenas 10 años de edad.
- VIII duque Juan II de Braganza, Juan IV de Portugal (1604-1630-1656), coronado rey de Portugal a 1 de diciembre de 1640 (Restauración portuguesa)
- IX duque Teodosio III de Braganza, príncipe heredero de Portugal (1634-1645-1653)
- X duque, Alfonso II, VI de Portugal  (1643-1653-1683)
- XI duque, Juan III de Braganza, V de Portugal (1689-1750)
- XII duque, José I de Braganza, I de Portugal (1714-1777)
- XIII duquesa, María I de Braganza, I de Portugal (1734-1750-1816)
- XIV duque, José II de Braganza (1761-1788), príncipe de Brasil (título del príncipe heredero de la Corona portuguesa de 1645 a 1808)
- XV duque, Juan III de Braganza, VI de Portugal (1767-1788-1826)
- XVI duque, rey Pedro I de Braganza, I de Brasil y IV de Portugal (1798-1816-1834)
- XVII  duquesa, reina María II de Braganza, II de Portugal (1819-1826-1853)
- XVIII duque, rey Pedro II de Bragaza, V de Portugal (1837-1861)
- XIX duque, rey Carlos de Braganza I de Portugal (1863-1908), asesinado junto a su heredero, el XX duque.
- XX duque, Luis Felipe de Braganza (1887-1908), príncipe real de Portugal (título del heredero de la Corona portuguesa de 1815 hasta hoy)

### Pretendientes tras la proclamación de la República
En 1932, después de la muerte del último rey de Portugal, una supuesta hija natural del rey Carlos I y por lo tanto posible hermana del rey Manuel II, conocida como María Pía de Sajonia-Coburgo Gotha y Braganza, de acuerdo con el texto de las Cortes de Lamego que decía que "si el Rey muere sin hijos, en el caso de tener hermano este poseerá el reino en su vida", reclamó el título de duquesa de Braganza (por la rama constitucional de los Braganza Sajonia-Coburgo y Gotha) y defendió ser la legítima reina de Portugal.
Entre los pretendientes más conocidos figuran:
Línea Constitucional
- María (III) Pía de Sajonia-Coburgo Gotha y Braganza, supuesta hija natural del rey Carlos I de Portugal.
- Rosario Poidimani de Braganza, hijo cooptado de María Pía de Braganza.
- Soraya Lúcia Sayda Tecla Poidimani, hija primogénita de Rosario Poidimani de Braganza.

Línea Miguelista
- Miguel (I) Januario de Braganza, hijo del exinfante Miguel de Braganza.
- Eduardo (I) Nuño de Braganza, hijo del anterior.
- Eduardo (II) Pío de Braganza, hijo del anterior.

Línea Loulé
También algunos descendientes de la infanta Ana de Jesús María de Braganza, hija menor del rey Juan VI de Portugal, y de su esposo Nuno José Severo de Mendoza Rolim de Moura Barreto, primer duque de Loulè, reclaman derechos de sucesión sobre el ducado de Braganza.
María (III) Dominga Josefa de Mendonça Rolim de Moura Barreto
Constanza (I) María da Conceição Berquó de Mendoça Rolim de Moura Barreto
Pedro (III) José Folque de Mendoça Rolim de Moura Barreto